# داویت گریگوریان (سرباز وظیفه)
داویت لیووایی گریگوریان (ارمنی: Դավիթ Լյովայի Գրիգորյան؛ ۲۰۰۰ – ۲–۳ نوامبر ۲۰۲۰) سرباز وظیفه ارتش تدافعی جمهوری آرتساخ بود.
وی در روز ۲۷ سپتامبر ۲۰۲۰ در طی جنگ ناگورنو قره‌باغ (۲۰۲۰) در جبهه فضولی موفق به انهدام ۱۵ تانک و ۱ خودرو جنگی پیاده‌نظام ارتش آذربایجان شد.
وی همچنین برندهٔ جوایزی همچون قهرمان آرتساخ و مدال عقاب طلایی شده‌است.